# Othmar Nacovsky
Othmar Nacovsky (* 31. Oktober 1931 in Wien; † 4. April 2009) war ein österreichischer Politiker (SPÖ) und Postbeamter. Er war von 1982 bis 1992 Abgeordneter zum Salzburger Landtag und Lokalpolitiker in der Gemeinde Seekirchen am Wallersee.

## Ausbildung und Beruf
Nacovsky besuchte zwischen 1938 und 1942 die Volksschule in Wien und absolvierte danach von 1942 bis 1944 eine Hauptschule in Wien. Er erlernte den Beruf des Schuhmachers und übersiedelte im Jahr 1954 nach Seekirchen am Wallersee. Er arbeitete von 1957 bis 1992 als Postbeamter im Rang eines Oberinspektors bei der Österreichischen Post AG.

## Politik und Funktionen
Nacovsky trat 1958 der Sozialistischen Partei Österreichs bei und hatte von 1973 bis 1985 das Amt des SPÖ-Ortsparteivorsitzender von Seekirchen am Wallersee inne. Er war zudem auf Bezirksebene von 1984 bis 1990 als Bezirksparteivorsitzender der SPÖ Flachgau aktiv und gehörte zwischen 1982 und 1990 als Mitglied dem SPÖ-Landesparteipräsidium in Salzburg an. Nacovsky engagierte sich auch in der Lokalpolitik, wobei er von 1969 bis 1999 und von 2002 bis 2004 Mitglied der Gemeindevertretung von Seekirchen am Wallersee war. In der Fraktion der SPÖ-Gemeindevertreter war er dabei von 1974 bis 1984 auch Vorsitzender. Er trat bei der Landtagswahl 1979 in Salzburg für die SPÖ an und rückte am 17. Februar 1982 als Abgeordneter in den Salzburger Landtag nach. Dem Landtag gehörte er in der Folge bis zum 30. Juni 1992 an. Nacovsky war ab 1991 Landesvorsitzender des Salzburger Pensionistenverbandes. 2009 trat er von seiner Funktion als Landesvorsitzender zurück.

## Privates
Nacovsky heiratete in Seekirchen seine Gattin Elisabeth und wurde Vater einer Tochter. Er musste sich 1989 einer Herzoperation unterziehen.

## Auszeichnungen
- Ehrenring der Gemeinde Seekirchen am Wallersee (1982)
- Ehrenbürger von Seekirchen am Wallersee (1999)
- Silbernes Ehrenzeichen des Landes Salzburg (2002)